# Bourgougnague
Bourgougnague é uma comuna francesa na região administrativa da Nova Aquitânia, no departamento Lot-et-Garonne. Estende-se por uma área de 11,64 km². Em 2010 a comuna tinha 405 habitantes (densidade: 34,8 hab./km²).